# 音域一覧
音域一覧（おんいきいちらん）では、楽器の音域を種類別に明記する。人声の音域については音域#人声の音域を参照のこと。

## 木管楽器
Woodwind instruments（略記W.W.）
リードを使用（詳細はリード (楽器)を参照）。
一般的に使われている音域、楽器のシステム、奏者によって最低音、最高音とも多少の上下あり。
- ピッコロ - 中央C音の1オクターヴと長2度上のD音から3オクターヴ上のC音まで。記音は1オクターヴ下。
- フルート - 中央C音から3オクターヴ上のC音まで。
- オーボエ - 中央C音の長2度下のB♭音から2オクターヴ半上のG音まで。
- コーラングレ - 中央C音の短6度下のE音から2オクターヴ半上のB♭音まで。
- クラリネット
  - 小クラリネット(E♭管) - 中央C音の完全4度下のG音から3オクターヴ半上のC音まで。記音は短3度下。
  - ソプラノ・クラリネット(B♭管) - 中央C音の短7度下のD音から3オクターヴ半上のB♭音まで。記音は長2度上。
  - ソプラノ・クラリネット(A管) - 中央C音の長7度下のC#音から3オクターヴ半上のA音まで。記音は短3度上。
  - アルトクラリネット(E♭管) - 中央C音の1オクターヴと減4度下のG♭音から3オクターヴ半上のB♭音まで。記音は長6度上。
  - バスクラリネット(B♭管) - 中央C音の2オクターヴと長2度下のB♭(D♭)音から3オクターヴ半上のF音まで。記音は1オクターヴと長2度上。
- ファゴット - 中央C音の2オクターヴと長2度下のB♭音から3オクターヴ半上のF音まで。
- コントラファゴット - 中央C音の3オクターヴと長2度下のB♭音から3オクターヴ上のB♭音まで。記音は1オクターヴ上。
- サクソフォーン
  - ソプラニーノ・サクソフォーン(E♭管) - 中央C音の半音下のD♭から2オクターヴ半上のA音まで。記音は短3度下。
  - ソプラノ・サクソフォーン(B♭管) - 中央C音の長3度下のA♭から2オクターヴ半上のE音まで。記音は長2度上。
  - アルト・サクソフォーン(E♭管) - 中央C音の長7度下のD♭音から2オクターヴ半上のA音まで。記音は長6度上。
  - テナー・サクソフォーン(B♭管) - 中央C音の1オクターヴと長3度下のA♭音から2オクターヴ半上のE音まで。記音は1オクターヴと長2度上。
  - バリトン・サクソフォーン(E♭管) - 中央C音の2オクターヴ下のC音から2オクターヴ半上のA音まで。記音は1オクターヴと長6度上。
  - バス・サクソフォーン(B♭管) - 中央C音の2オクターヴと長3度下のA♭音から2オクターヴ半上のE音まで。記音は2オクターヴと長2度上。

## 金管楽器
Brass instruments（略記Brass）
普通のマウスピースを使用（詳細はマウスピース (金管楽器)を参照）。しかしリムが厚く底が浅いと高音が出しやすくなり、音が割れやすくなる。
上限は奏者によって異なる。
例えば、トランペットの場合、中央C音の2オクターヴ半上のG音以上まで出せる奏者がいたり、ユーフォニアムの場合では中央C音の約2オクターヴ半上のA音まで出すことが可能な奏者もいる。一般に3管編成の場合第一奏者は高音が専門である、第二奏者は中音、第三奏者は低音専門となる。4管の場合は2管ずつグループを作り、第一と第三奏者は高音、第二と第四奏者は低音専門となり、その中でも第一グループ：1と2では高め専門、第二グループ：3と4では低め専門にスコアリングされる。
- ホルン<(F管)の場合> - 中央C音の2オクターヴと長2度下のB♭音から3オクターヴ半上のF音まで。ドミートリイ・ショスタコーヴィチの交響曲第5番のようにペダルトーンとして中央C音の2オクターヴ以上下のA音をよく要求されることもあるがこれはB管のダブルが入っていないと不可能であり、したがってウインナーホルンでは出せない。記音は完全5度上だが低音部記号を用いる場合は完全4度下(in Fの場合)。他の移調譜で書かれることもある。
- トランペット（B♭管） - 中央C音の短6度下のE音から2オクターヴ半上のB♭音まで。グスタフ・マーラーの交響曲第8番などに例外あり。楽曲のジャンルによってはそれ以上の高音を要求される場合がある。現代音楽ではペダルトーンを使われることもある。C管、D管になるとその分音が高く出せるが低音はその分出せない。記音は長2度上。他の移調譜で書かれることもある。
  - ピッコロトランペット（B♭管）- 中央C音の長2度下のB♭音から3オクターヴ上のB♭音まで。主にバッハトランペットとして使われる。
  - コルネット（B♭管） - 中央C音の短6度下のE音から2オクターヴ半上のB♭音まで。記音は長2度上。
  - フリューゲルホルン（B♭管） - 中央C音の短6度下のE音から2オクターヴ半上のB♭音まで。記音は長2度上。
- トロンボーン
  - テナートロンボーン - 中央C音の1オクターヴと短6度下のE音から2オクターヴ半上のB♭音まで。
  - バストロンボーン - 中央C音の2オクターヴと短6度下のE音から2オクターヴ半上のB♭音まで。
- ユーフォニアム - 中央C音の2オクターヴ下のC音から3オクターヴ上のB♭音まで。（4バルブの場合）
- チューバ - 中央C音の3オクターヴ下のC音から3オクターヴ上のB♭音まで。（4バルブの場合）

## 弦楽器
Stringed instruments（略記String(s)）
上限は理論上無限であるが指の長さや太さ、弓の幅などで、奏者によって異なる。普通の調弦で。
- ヴァイオリン - 中央C音の完全4度下のG音から4オクターヴ上のE♭音まで。
- ヴィオラ - 中央C音の1オクターヴ下のC音から3オクターヴ上のE音まで。
- チェロ - 中央C音の2オクターヴ下のC音から3オクターヴ上のE音まで。
- コントラバス - 中央C音の3オクターヴ下のE音（またはC音）から3オクターヴ上のB♭音。5弦は更に長3度下のCから合わせるが、Hなどに指定して自由にあわせることもできる。

## 打楽器
Percussion（略記Perc）
- グロッケンシュピール - 中央C音の1オクターブ半上のF音から2オクターブ半上のC音まで（記音は2オクターブ下）。
- ヴィブラフォン - 中央C音の完全5度下のF音から3オクターブ上のF音まで。
- シロフォン - 中央C音の完全4度上のF音から3オクターヴ半上のC音まで(記音は1オクターブ下)。
- マリンバ - 中央C音の2オクターブ下のC音から5オクターブ上のC音まで（楽器によっては最低音が1オクターブ高い）。
- チューブラーベル - 中央C音から1オクターブ半上のG音まで（楽器によって異なる。）
- ティンパニ
  - LL - 中央Cの2オクターブ下のD音から短6度上のBb音まで。
  - L - 中央C音の1オクターブ半下のF音から長6度上のD音まで
  - M - 中央C音の1オクターブと長3度下のA音から長6度上のF音まで
  - S - 中央C音の1オクターブ下のC音から長6度上のA音まで
  - SS - 中央C音の長6度下のE音から長6度上の中央C音まで

ペダルのシステムによって違う。一番扱いの易しいバランスアクション方式は一個に付き大体長6度が限界、クラッチ方式は長7度が限界、一番扱いの難しいギヤ方式は1オクターヴでも悠々音が出る。
※ここで示した各楽器の略記（W.W.、String,Perc）は、吹奏楽譜でのコンデンススコア（Condensed Score）で使用される事が多い。